# Michael Costello
Michael Costello é um designer de moda. Ele estava no Project Runway.